# Interpretação de línguas
A interpretação de línguas ou, simplesmente interpretação, é uma atividade de mediação linguística que consiste em transmitir um discurso de tipo oral ou em língua gestual/ língua de sinais, resultando em discurso equivalente numa língua diferente, quer de tipo oral, quer de língua gestual. Também se denomina interpretação ao produto resultante de tal atividade. A disciplina, os processos e resultados da interpretação denominam-se estudos de tradução.
Em linguagem profissional, interpretação denota a facilitar a comunicação de a partir de uma forma de linguagem para o seu equivalente (ou em uma equivalente aproximada), em outra forma de linguagem. A interpretação denota o produto real do presente trabalho, isto é, a mensagem assim proferida em discurso, linguagem gestual, linguagem escrita, sinais não-manuais, ou outra forma de língua. Esta distinção importante é observada a fim de evitar confusão.
Um intérprete é uma pessoa que converte um pensamento ou expressão de uma língua de origem em uma expressão com um significado comparável em uma língua-alvo, em "tempo real". A função do intérprete é a de transmitir todos os elementos semânticos (tom e registro) e toda a intenção e o sentimento da mensagem que o falante no idioma original dirige aos destinatários da língua-alvo.

## Comparação de tradução
Apesar de serem utilizados em um sentido não-técnico como intercambiáveis, interpretação e tradução não são sinónimos.
A interpretação leva uma mensagem de um idioma de origem e torna a mensagem em uma língua alvo diferente (ex.: do inglês para o francês). Na interpretação, o intérprete levará em um conceito complexo desde um idioma, escolherá o vocabulário mais adequado na língua-alvo para processar fielmente a mensagem em uma mensagem linguisticamente, emocionalmente, culturalmente e de tonalidade equivalentes.
A tradução é a transferência de significado de texto para texto (escrito ou gravado), tendo o tradutor tempo e acesso a recursos (dicionários, glossários, etc.) para produzir um documento preciso ou um artefacto verbal. Menos conhecida é a transliteração, usada dentro da interpretação de língua gestual, leva uma forma de linguagem para logo depois transferir essas mesmas palavras noutra forma. (Por exemplo: de português falado para uma via assinada de português, português assinado exato.)
Na interpretação de tribunal, não é aceitável omitir algo da fonte, não importa o quão rapidamente a fonte está a falar; não só é a precisão o principal cânone para os intérpretes, mas também uma obrigatoriedade. Pois a alteração de uma única palavra em um material, pode, de facto, totalmente enganar os julgadores. O fator mais importante para este nível de precisão é a utilização de uma equipe de dois ou mais intérpretes durante um processo longo, com uma interpretação ativa e um segundo monitoramento para maior precisão.
Os tradutores têm tempo para analisar e revisar cada palavra e frase, antes de entregar seu produto para o cliente. Enquanto a meta da interpretação ao vivo é alcançar total precisão em todos os momentos, detalhes do discurso original (a língua fonte) podem ser desperdiçados e os intérpretes devem pedir esclarecimentos ao orador. Em qualquer língua, incluindo línguas gestuais, quando uma palavra é usada para a qual não há correspondência exata, a expansão pode ser necessária a fim de interpretar completamente o significado pretendido da palavra (ex: a palavra inglesa hospitable pode precisar de várias palavras ou frases para abranger o seu significado complexo). Outra situação especial é quando uma única mensagem interpretada aparece muito mais curta ou mais longa que a mensagem original. A mensagem pode parecer mais curta, às vezes por causa da eficiência dentro de uma determinada língua. De inglês para espanhol é um excelente exemplo: o espanhol usa substantivos específicos de género, não utilizados em inglês, que transmitem informações em um pacote mais condensado, exigindo assim mais palavras e tempo em uma interpretação em inglês para fornecer a mesma pletora de informações. Por causa de situações como essas, a interpretação muitas vezes requer um "intervalo" de tempo ou um tempo de "processamento". Este tempo permite ao intérprete assimilar sujeitos e verbos, a fim de reorganizar a gramática de forma adequada enquanto ele pegar vocabulário preciso antes de iniciar a mensagem. Enquanto trabalha com intérpretes, é importante se lembrar de terem intervalo de tempo, a fim de evitar a interrupção acidental um do outro e para receber a mensagem inteira.

## Modos de interpretação

### Interpretação simultânea

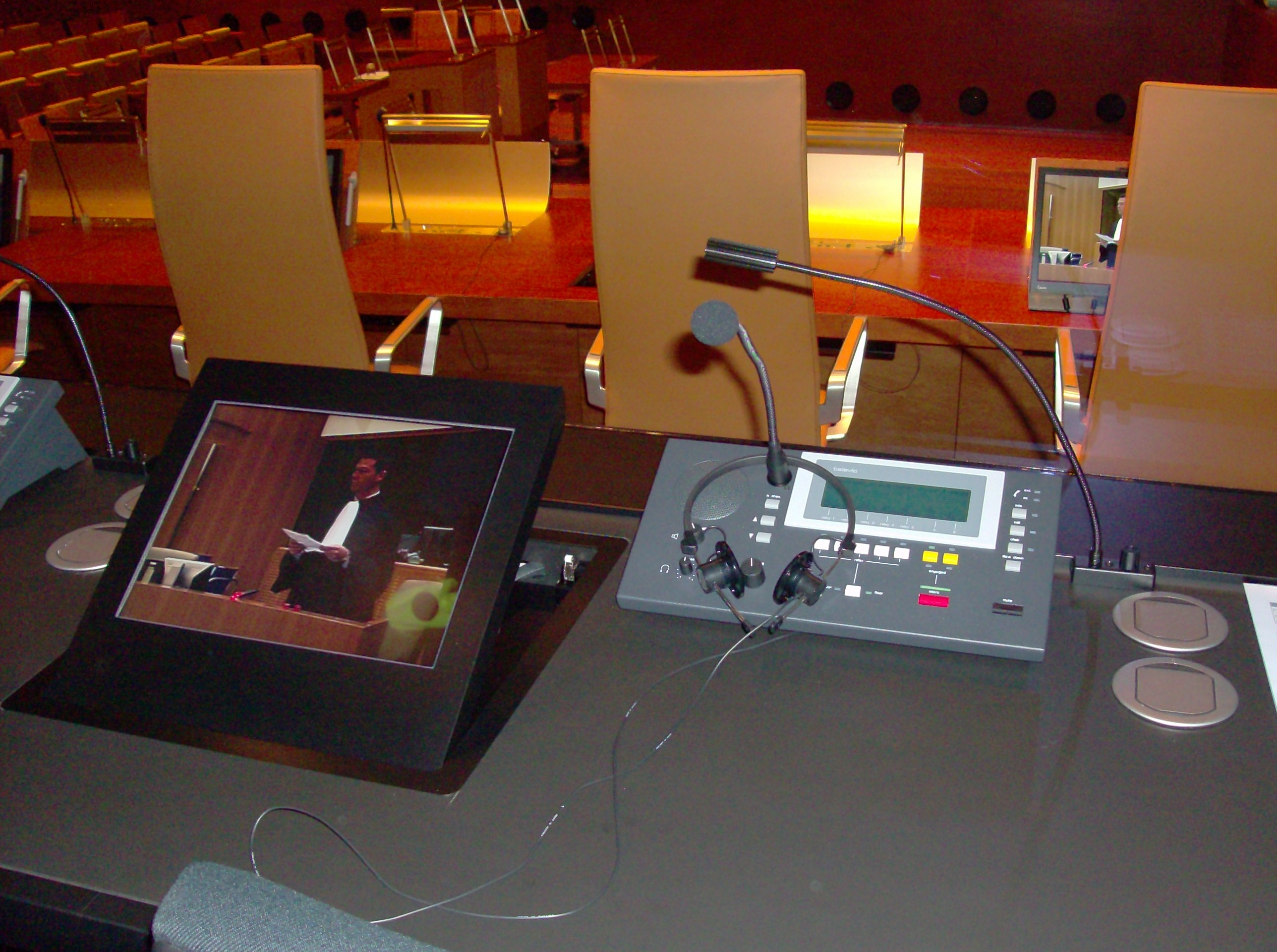
O local para o intérprete (Televic Conference) no Tribunal europeu da Justiça.

Na interpretação simultânea (improviso), -abreviada «IS»- o intérprete torna a mensagem na língua-alvo tão rapidamente quanto ele ou ela possa formulá-la a partir da língua de origem, enquanto o orador do idioma original continua a falar.
Um intérprete de IS oral senta-se numa cabine à prova de som, fala em um microfone enquanto verem e ouvirem claramente o orador da língua de origem através de auscultadores / fones de ouvido. A interpretação simultânea é processada para os ouvintes da língua-alvo por meio de seus auscultadores.
Além disso, a IS é o modo comum usado por intérpretes de língua gestual, embora a pessoa que usa a língua de origem, o intérprete e o(s) destinatário(s) da língua-alvo devem, necessariamente, estar na proximidade.
A primeira introdução e emprego de interpretação simultânea improvisa foi o Julgamento de Nuremberga, com quatro línguas oficiais de trabalho.

### Interpretação consecutiva
Na interpretação consecutiva (IC), o intérprete fala após o orador da língua original tenha terminado de falar. O discurso é dividido em segmentos, e o intérprete está sentado ou de pé ao lado do orador do idioma original, ouvindo e a tomar notas conforme o orador progride através da mensagem. Quando o orador faz uma pausa ou termina de falar, em seguida, o intérprete torna uma parte da mensagem ou a mensagem inteira para a língua-alvo.
A interpretação consecutiva é processada como "IC curta" ou como "IC longa". Na IC curta, o intérprete depende da sua memória, e cada segmento de mensagem ser o suficientemente breve para memorizá-lo. Na IC longa o intérprete toma notas da mensagem para ajudar a tornar as passagens longas. Estas divisões informais são estabelecidas com o cliente antes da interpretação serem realizada, dependendo do sujeito, da sua complexidade e do propósito da interpretação.
Em certas ocasiões, a tradução de vista do documento é necessária do intérprete durante um trabalho de interpretação consecutiva. A tradução de vista combina interpretação e tradução; o intérprete deve tornar o documento que está no idioma original para a língua-alvo, como se estivesse escrito na língua-alvo. A tradução de vista ocorre habitualmente -mas não exclusivamente- em trabalho judicial e médico.
Os discursos consecutivamente-interpretados, ou os segmentos deles, tendem a ser curtos. Cinquenta anos atrás, o intérprete IC podia tornar discursos de 20 ou 30 minutos, hoje, 10 ou 15 minutos é considerado demasiado tempo, principalmente porque o público em geral não prefere sentar-se durante 20 minutos em um discurso que não consegue entender.
Muitas vezes, se não previamente avisados, o orador do idioma original não sabe que pode falar mais do que uma única frase antes da interpretação IC seja processada e pode parar após cada frase para aguardar seu processamento para a língua-alvo. Às vezes, porém, dependendo da configuração ou assunto, e sobre a capacidade do intérprete de memorizar, o intérprete pode pedir o orador para fazer uma pausa depois de cada frase ou depois de cada cláusula. A interpretação frase-a-frase requer menos memorização e, portanto, menor probabilidade de omissões, mas sua desvantagem é que o intérprete não está a ouvir o discurso inteiro ou sua essência, e a mensagem geral é, por vezes, mais difícil de tornar tanto por causa da falta de contexto e pela entrega interrompida (por exemplo, imagine uma piada contada em pedaços, com intervalos para tradução entre eles). Este método é frequentemente usado nos discursos de renderização, depoimentos, depoimentos gravados, depoimentos de testemunhas de um tribunal, e entrevistas médicas e trabalho, mas geralmente é melhor para completar uma ideia antes de ser interpretado.
A interpretação consecutiva completa (ou seja, ininterrupta) de pensamentos inteiros permite o pleno significado da mensagem da língua de origem para ser entendida antes de o intérprete torná-la na língua-alvo. Isto proporciona uma interpretação mais verdadeira, mais específica e mais acessível do que a interpretação simultânea.

### Interpretação por sussurro

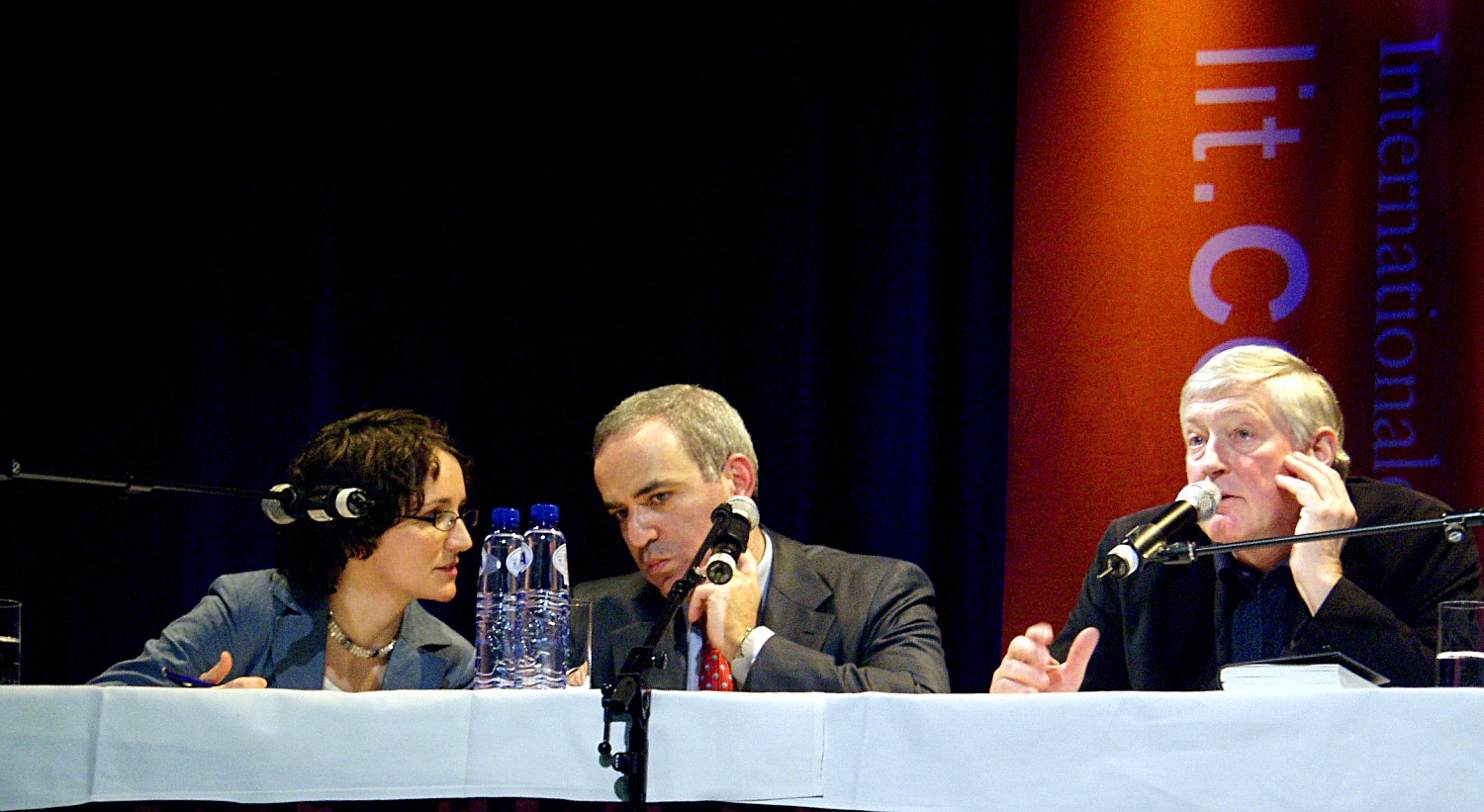
A intérprete de IC, Patricia Stöcklin, torna o discurso do Klaus Bednarz ao Garry Kasparov.

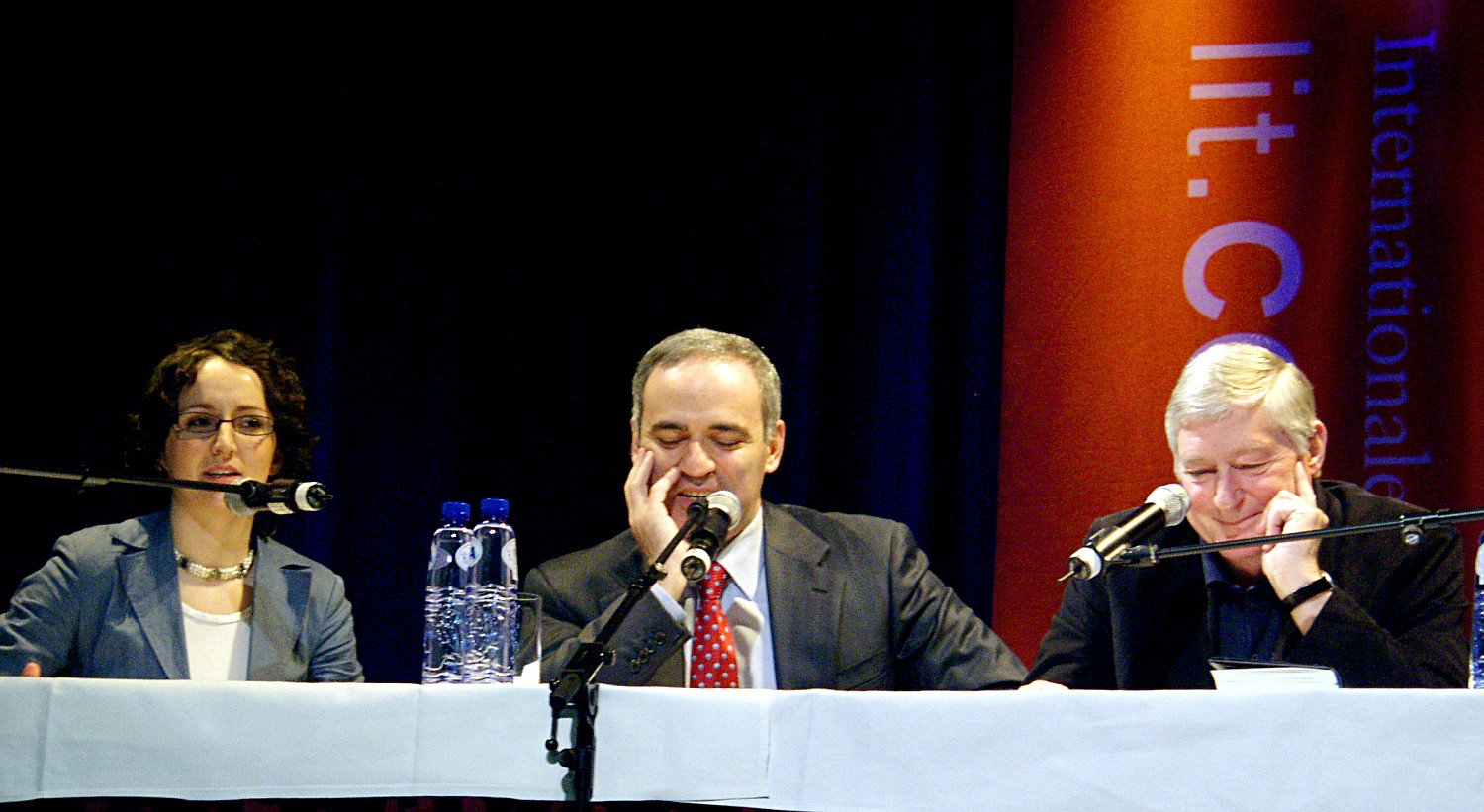
A intérprete de IC, processa o discurso do Garry Kasparov para o auditório.

Na interpretação por sussurro (chuchotage, em francês) o intérprete está ao lado do pequeno público da língua-alvo enquanto sussurra uma interpretação simultânea do assunto em questão. Esse método não requer nenhum equipamento, mas pode ser feito através de um microfone e auscultadores, se os participantes assim o preferirem. A chuchotage é utilizada quando a maioria de a audiência fala a língua-origem, enquanto uma minoria (não mais do que três pessoas) não fala.

### Relé
A interpretação de relé ou retransmissão é usualmente empregada quando há várias línguas de chegada (línguas de origem). Um intérprete no idioma original interpreta o texto para uma linguagem comum a todos os intérpretes que, em seguida, torna a mensagem para suas línguas-alvo respetivas. Por exemplo, uma mensagem de origem em japonês primeiramente é processada para o inglês a um grupo de intérpretes, que a escutam em inglês para tornar a mensagem ao árabe, francês e russo, que são as outras línguas-alvo. Em reuniões fortemente multilingues, pode haver mais do que uma língua intermediária. Outro exemplo, um idioma de origem (neste caso, o grego) poderia ser interpretado para o inglês e, logo depois, do inglês para outras linguagens. E, ao mesmo tempo, pode ser diretamente interpretada para o francês, e do francês para mais línguas ainda. Esta solução é mais frequentemente usada nas reuniões multilingues das instituições da União Europeia.

### Por ligação
A interpretação por ligação envolve a retransmissão do que é falado para um, entre duas, ou entre muitas pessoas. Isto pode ser feito depois de um discurso curto, ou consecutivamente, frase por frase, ou como chuchotage (sussurrado). Além de notas tomadas no momento, nenhum equipamento é utilizado.

## Tipos

### De conferência
A interpretação de conferência é a interpretação de uma conferência, simultaneamente ou consecutivamente; embora o advento de reuniões multilingues fora consequentemente reduzida à interpretação consecutiva nos últimos 20 anos.
A interpretação de conferência está dividida entre dois mercados: os institucionais e os privados. As instituições internacionais (UE, ONU, EPO, etc.), apoiam reuniões multilingues, muitas vezes favorecem a interpretação de várias línguas estrangeiras às línguas de nascença dos intérpretes. Os mercados locais privados tendem para reuniões bilingues (a língua local mais outra) e os intérpretes trabalham tanto dentro e fora de suas línguas maternas; os mercados não são mutuamente exclusivos. A Associação Internacional de Intérpretes de Conferência (AIIC) é a única associação mundial de intérpretes de conferência. Fundada em 1953, reúne mais de 2800 intérpretes de conferência profissionais em mais de noventa países.

### Judicial
A interpretação judicial, jurídica ou da Corte ocorre nos tribunais de Justiça, nos tribunais administrativos, e onde um procedimento legal seja realizado (ou seja, uma delegacia para um interrogatório, uma sala de conferências para um depoimento, ou a localidade para tomar uma declaração juramentada). A interpretação jurídica pode ser a interpretação consecutiva do depoimento das testemunhas, por exemplo; ou a interpretação simultânea de processos inteiros, por meios eletrónicos, para uma pessoa, ou de todas as pessoas presentes.
O direito a um intérprete competente para quem não entende a língua do tribunal (especialmente para o acusado em um julgamento criminal) é geralmente considerado uma regra fundamental da justiça. Portanto, este direito é frequentemente garantido nas constituições nacionais, nas declarações de direitos, nas leis fundamentais que estabelecem o sistema de justiça ou por precedentes estabelecidos pelos tribunais superiores. Contudo, não é um procedimento constitucionalmente exigido (nos Estados Unidos) de que um intérprete certificado esteja presente no interrogatório da Polícia.
A depender dos regulamentos e normas aderidos por cada estado e sede, os intérpretes judiciais geralmente trabalham sozinhos ao interpretar consecutivamente, ou como uma equipe ao interpretar simultaneamente.
Além de domínio prático das línguas originais e das de destino, o conhecimento aprofundado da lei e de procedimentos legais e judiciais é exigido dos intérpretes judiciais. Eles são muitas vezes obrigados a ter autorização formal do Estado para trabalhar na Justiça —e então são chamados de intérpretes judiciais certificados. Em muitas jurisdições, a interpretação é considerada uma parte essencial da evidência. Uma interpretação incompetente, ou simplesmente uma negação de fazer um juramento por parte do ou da intérprete, pode levar a uma anulação do julgamento.

### De escolta
Na escolta interpretação, um intérprete acompanha uma pessoa ou de uma delegação em uma excursão, em uma visita, ou para uma reunião ou entrevista. Um intérprete a essa função é chamado de um intérprete escolta. Esta é a interpretação de ligação.

### Setor público
Também conhecida como interpretação comunitária, é o tipo de interpretação que ocorre em âmbitos como o jurídico, o da saúde, e o do governo local. Bem como nos serviços sociais, na habitação, na saúde ambiental, na educação e nos serviços de bem-estar. Na interpretação de comunidade, a existência de fatores que determinam e afetam a produção da linguagem e da comunicação, tais como o conteúdo emocional de fala, o ambiente social hostil ou polarizado, o seu estresse criado, as relações de poder entre participantes, e o grau do intérprete de responsabilidade -em muitos casos, mais do que extremo; em alguns casos, até mesmo a vida de outra pessoa depende do trabalho do intérprete.

### De âmbito médico
A interpretação de âmbito médico é um subconjunto do serviço público de interpretação, que consiste a haver comunicação entre o pessoal médico e o paciente e a sua família, ou simplesmente entre pessoal médico que falam em línguas diferentes, facilitado por um intérprete geralmente com educação formal e qualificado para prestar tal serviço de interpretação. Em algumas situações, os funcionários médicos que são multilíngues podem participar de médio expediente como membros dos bancos de línguas internos.  O intérprete de âmbito médico (sanitário) deve ter um conhecimento sólido sobre Medicina, sobre procedimentos médicos, sobre entrevista aos pacientes, os processos para um exame médico, sobre a ética, e conhecer o funcionamento regular do hospital ou da clínica onde ele ou ela trabalha, a fim de atender com eficiência tanto o paciente quanto o pessoal médico. Além disso, (e muito importante) os intérpretes de âmbito médico ou sanitário muitas vezes são um vínculo cultural (independente da linguagem a falar) que não são familiarizados com (ou desconfortáveis em) os ambientes de hospital, de centro de saúde, e médicos.
Por exemplo, na China não há nenhum certificado obrigatório para intérpretes médicos a partir de 2012. A maior parte das interpretações em hospitais da China é feita por médicos que são proficientes em chinês e inglês (principalmente) na especialidade de cada um deles. Eles interpretam mais em ambientes universitários do que para a comunicação entre os médicos e os pacientes. Quando um paciente necessitar de assistência em língua inglesa em um hospital chinês, mais frequentemente do que não, o paciente será direcionado para uma equipe membro no nasocômio, quem é reconhecido por seus/suas colegas como [um médico] com proficiência em inglês. A qualidade real de tal serviço para os pacientes ou para traduções de âmbito médico para se comunicar entre médicos que falam em diferentes línguas é desconhecida pela comunidade de interpretação, como intérpretes que não têm formação médica raramente recebem credenciação para tradução médica na comunidade médica.

### Línguagestual

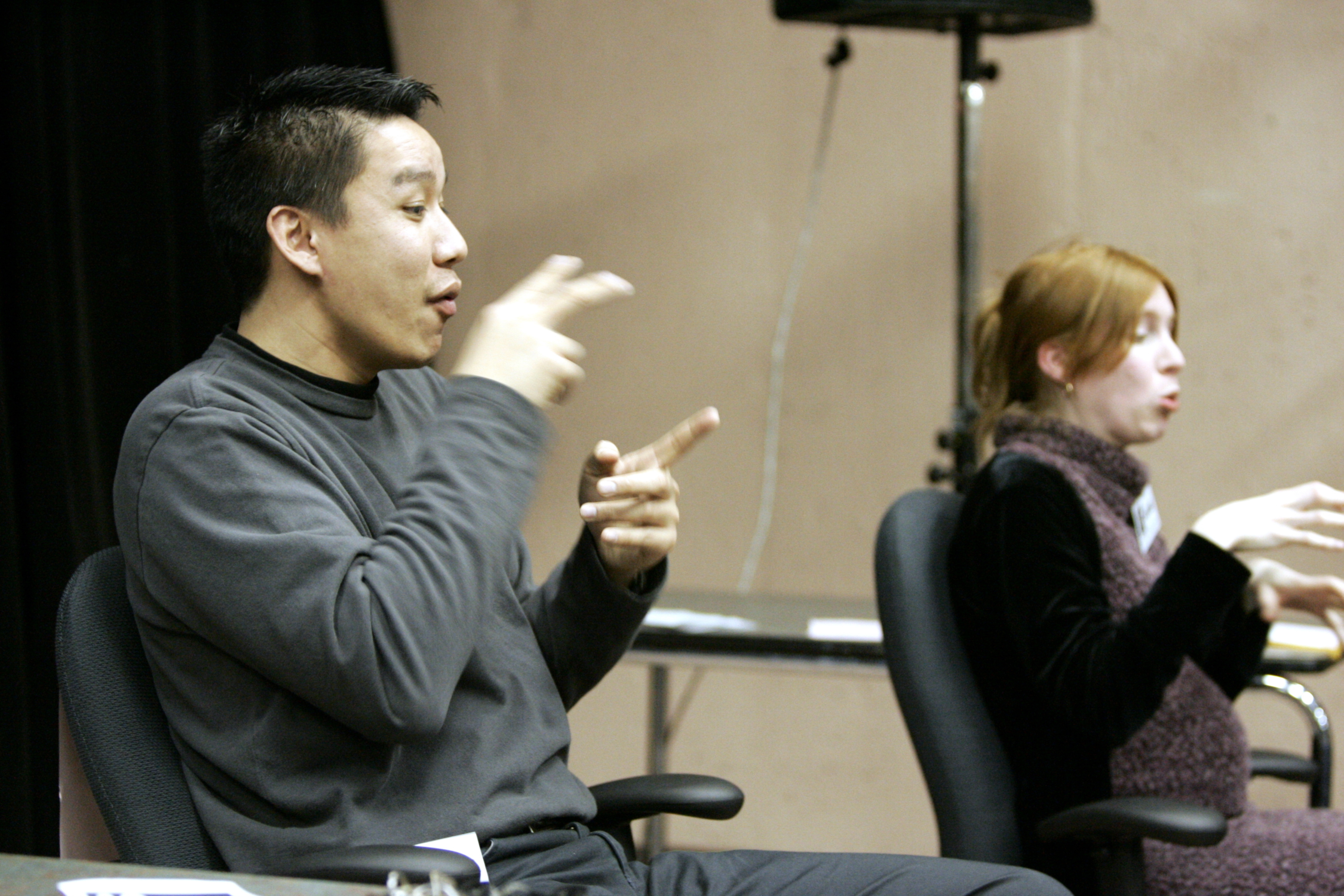
Dois intérpretes de Língua gestual numa escola.

Quando uma pessoa ouvinte fala, um intérprete vai tornar o significado do falante para a língua gestual usada pelo partido surdo. Quando uma pessoa surda gesticular, um intérprete vai processar o significado expresso nos sinais para a linguagem oral para o partido ouvinte, o que é muitas vezes referida como interpretação de voz (vozeamento ?). Isto pode ser realizado como interpretação simultânea ou interpretação consecutiva. Os intérpretes de língua gestual hábeis posicionam-se-á em uma sala ou espaço que permite a ambos serem vistos pelos participantes surdos, e escutados com clareza pelos participantes ouvintes, e para puderem ver e ouvir claramente os participantes. Em algumas circunstâncias, um intérprete pode interpretar a partir de uma linguagem gestual em uma língua gestual alternativa.
Os surdos também trabalham como intérpretes. Formam equipes com as pessoas homólogas ouvintes para fornecer interpretação para pessoas surdas que não podem compartilhar a língua gestual padrão usado nesse país, que têm competências linguísticas mínimas, pessoas com desenvolvimento atrasado ou têm outras deficiências mentais e/ou físicas, que tornam a comunicação um desafio único. Em outros casos, o intérprete de audição pode interpretar de uma língua, então o intérprete surdo pode interpretá-la em outra forma dessa língua (Pidgin). Eles também transmitem informações de um meio de linguagem para outra —por exemplo, quando uma pessoa está a gesticular visualmente, o intérprete surdo poderia ser contratado para copiar esses sinais na mão de uma pessoa surda-cega e adicionar informação visual.
Nos Estados Unidos, os intérpretes  de língua gestual têm associações nível nacional e estadual. O Registro de Intérpretes para Surdos (RIS), uma organização sem fins lucrativos, é o organismo de certificação nacional. Além dos requisitos de formação e do teste de certificação rigoroso, os membros do RIS devem cumprir com um Código de Conduta Profissional, com um Processo de Reclamação e com uma Exigência de Educação Continuada. Há muitos programas de formação de intérpretes nos E.U.A. A Comissão Colegiada de Educação Intérprete é o organismo que credencia os Programas de Preparação Intérprete. A lista de programas credenciados e o valor de credenciamento podem ser achados em seu site (em inglês): https://web.archive.org/web/20121213055520/http://www.ccie-accreditation.org/09/Accredited.html .
Na Europa, cada país tem sua própria associação nacional de intérpretes de língua gestual. Alguns países têm mais de uma associação nacional devido a diferenças regionais ou de idioma. O Fórum Europeu de Intérpretes de Língua Gestual (FEILG) (ou EFSLI, por suas siglas em inglês) é a organização dos intérpretes de língua gestual na Europa.
Os intérpretes de língua gestual podem ser encontrados em todos os tipos de situações de interpretação, conforme listado neste artigo. A maioria dos intérpretes tiveram treinamento formal, em um Programa de Capacitação para Intérpretes (PCI, ITP em inglês). Os graus do PCI variam, estando disponível como um grau ou certificado de dois ou quatro anos. Existem programas de pós-graduação disponíveis também.

### Mídia
Pela sua própria natureza, a interpretação da mídia tem de ser realizado no modo simultâneo. É fornecida particularmente para coberturas de televisão ao vivo, tais como conferências de imprensa, entrevistas ao vivo ou gravadas com figuras políticas, músicos, artistas, desportistas ou pessoas do círculo de negócios. Neste tipo de interpretação, o intérprete tem de se sentar em uma cabine com isolamento acústico, onde idealmente ele/ela pode ver os oradores em um monitor e do set. Todos os equipamentos devem ser verificados antes do início da gravação. Em particular, as conexões via satélite têm que ser comprovadas duas vezes para garantir que a voz do intérprete não seja enviada de volta, e o intérprete comece a ouvir apenas um canal de cada vez. No caso de entrevistas gravadas fora do estúdio e alguns programas de assuntos correntes, o intérprete interpreta o que ele ou ela ouve em um monitor de TV. O barulho de fundo pode ser um problema sério. O trabalho do intérprete para os meios de comunicação (a mídia) tem que soar tão liso e confiante tal como um apresentador de televisão.
A interpretação da Mídia tem ganhado mais visibilidade e presença especialmente após a Guerra do Golfo. Os canais de televisão começaram a contratar pessoal de intérpretes simultâneos. O intérprete torna as conferências de imprensa, bips telefónicos, entrevistas e cobertura ao vivo semelhante, para os telespectadores. Isto causa mais stress do que outros tipos de interpretação, que o intérprete tem de lidar com uma ampla gama de problemas técnicos, juntamente com problemas na sala de controle e disputas durante a cobertura ao vivo.

## História
Enquanto que entre os intérpretes costuma-se dizer, não sem sarcasmo, que a interpretação é a segunda profissão mais antiga do mundo, a técnica tradicionalmente usada é a bilateral ou consecutiva. Na Espanha, o uso do termo intérprete está documentado pelo menos desde o século XVI. Como uma figura histórica, destaca a Malinche, nobre mexicana que mediou entre os nativos e os conquistadores espanhóis do México.
Após a década de 1920 fizeram-se as primeiras experiências de interpretação simultânea, esta foi primeiramente utilizada intensivamente durante os julgamentos de Nuremberg. Atualmente, vem ganhando terreno cada vez mais à interpretação consecutiva, e não só é utilizada em congressos, conferências e transmissão de rádio e televisão, mas até mesmo está a começar a ser usada nas chamadas em conferência e nas videoconferências.

## Modalidades
Os serviços de interpretação podem ser entregues em múltiplas modalidades. A modalidade mais comum através da qual os serviços de interpretação são fornecidas, é a interpretação No-Local (ou in loco).

### No local
Também chamada de "interpretação presencial", este método de entrega exige do intérprete que estar fisicamente presente a fim de que a interpretação tenha lugar. Na atmosfera de interpretação no local, todas as partes que desejam falar com um outro geralmente estão localizados no mesmo lugar. Esta é de longe a modalidade mais comum usado para ambientes de serviço mais público e social.

### Telefone
Também referida como: "interpretação pelo telefone", "interpretação através do telefone", "interpretação telefónica " e "tele-interpretação". A interpretação de telefone possibilita ao intérprete entregar interpretações por telefone. O intérprete é adicionado a uma ligação ou chamada de conferência. A interpretação de telefone pode ser usada em lugar de [utilizar] a interpretação no-local em alguns casos, especialmente quando nenhum intérprete de no-local é prontamente disponível no local (lugar) quando os serviços são necessários. No entanto, a interpretação telefónica é mais normalmente usada para situações nas quais todas as partes que desejam se comunicar já estão a falar uns aos outros por meio de telefone (por exemplo, aplicações de seguros ou cartões de crédito que são tidos sobre o telefone, consulta de consumidores aos negócios que se realizam via telefónica, etc.)

### Vídeo

Vídeo-intérprete com serviços VRS ou VRI.

Os serviços de interpretação através de VRI (Interpretação Remota de Vídeo) ou VRS (Serviço de Retransmissão de Vídeo) são úteis quando uma das partes é surda, é com dificuldades de audição ou com distúrbio da fala (mudos). Nesses casos o fluxo da interpretação está normalmente dentro do mesmo idioma principal, como da Língua de Sinais Francesa (LSF) para o francês falado, da Língua de Sinais Espanhola (LSE) para o espanhol falado, da Língua de Sinais Britânica (LSB) para o inglês falado, e a Língua de sinais americana (LSA) também para o inglês falado (pois a LSB e a LSA são completamente distintas), etc. Os intérpretes multilingues de língua gestual que também podem traduzir tão bem em línguas principais (tais como de e para LSE, para e de inglês falado) também estão disponíveis, embora com menos frequência. Tais atividades envolvem um esforço considerável por parte do tradutor, já que as línguas gestuais são línguas naturais diferentes com a sua própria construção e sintaxe, diferente da versão aural da mesma língua principal.
Com a interpretação de vídeo, os intérpretes de língua gestual trabalham remotamente com vídeo ao vivo e sinais de áudio para que o intérprete possa ver o partido surdo ou o mudo, e possa conversar com o partido ouvinte e vice-versa.
Bem como a interpretação de telefone, a vídeo-interpretação pode ser utilizada para situações em que nenhum intérprete in loco está disponível. Contudo, a vídeo-interpretação não pode ser usada para as situações em que todas as partes estão a falar por via telefónica só.
A interpretação VRI e VRS requer que todas as partes tenham o equipamento necessário. Alguns equipamentos avançados permitem aos intérpretes controlar a câmara de filmar, a fim de aproximar e afastar, e apontar a câmara} na direção do partido que está a gestualizar.

## Locais
A maioria dos intérpretes de conferência profissionais de tempo integral trabalham para as agências de interpretação telefónica, para as instituições de cuidados da saúde, para os tribunais, para os sistemas de ensino e para as organizações internacionais, como as Nações Unidas, a União Europeia ou a União Africana.
O maior empregador de intérpretes do mundo é atualmente a Comissão Europeia, que emprega centenas de funcionários e intérpretes independentes que trabalham com as línguas oficiais da União Europeia. As outras instituições da União Europeia (o Parlamento Europeu e o Tribunal Europeu de Justiça) têm menores serviços de interpretação.
A Organização das Nações Unidas emprega intérpretes em quase todos os seus sítios em todo o mundo. Pela razão de ter apenas seis línguas oficiais, no entanto, ela é uma empregadora menor do que a União Europeia.
Os intérpretes também podem trabalhar como operadores independentes em suas comunidades locais, regionais e nacionais, ou podem assumir em contrato de trabalho ao abrigo de um serviço ou empresa de interpretação. Eles normalmente assumem o trabalho como descrito acima.
Os militares dos Estados Unidos no Iraque e no Afeganistão empregavam centenas de intérpretes para auxiliarem com as suas comunicações com a população local.